# Orcas-sziget
Az Orcas-sziget (kiejtése: ɔːrkəs) az Amerikai Egyesült Államok Washington államának San Juan megyéjében fekszik.
Az Orcas elnevezés Juan Vicente de Güemes Pacheco de Padilla y Horcasitas, Spanyolország alkirálya nevének rövidítéséből ered. Francisco de Eliza 1791-ben Güemes megbízásából a térségben járt; ő nem a szigetet, hanem a szigetcsoportot nevezte Orcasnek. Charles Wilkes a területet 1792-ben Isaac Hull kapitány nevét adta. A szigetet Henry Kellett nevezte el Orcasnek, amikor az amerikai eredetű neveket britekre módosította.
Az 1888-ban épült iskola ma múzeumként működik.

## Közszolgáltatások
Az Orcas-szigeti Tankerület három intézményt tart fenn. A hatezer beiratkozottat számláló könyvtár költségeinek egy részét az olvasók adományainak értékesítéséből fedezi.
2018-ban a lakosság megszavazta a helyi kórházfenntartó szerv létrejöttét.

## Fordítás
- Ez a szócikk részben vagy egészben  az   Orcas Island című angol Wikipédia-szócikk ezen változatának fordításán alapul.  Az eredeti cikk szerkesztőit annak laptörténete sorolja fel. Ez a jelzés csupán a megfogalmazás eredetét és a szerzői jogokat jelzi, nem szolgál a cikkben szereplő információk forrásmegjelöléseként.